# Badminton na Letnich Igrzyskach Olimpijskich 2020
Badminton na Letnich Igrzyskach Olimpijskich 2020 został rozegrany w dniach 24 lipca – 2 sierpnia 2021 roku.
Łącznie 172 sportowców rywaizowało w 5 konkurencjach (męski singiel, męski debel, kobiecy singiel, kobiecy debel, mikst).

## Kwalifikacje
Główny artykuł: Badminton na Letnich Igrzyskach Olimpijskich 2020 – kwalifikacje
W turniejach singlowych uczestniczyło po 38 zawodników, a w deblowych i mikście po 8 par. Każdy kraj mógł być reprezentowany przez maksymalnie dwóch graczy lub dwie pary w jednej konkurencji. Kwalifikacje zdobyli zawodnicy z czołówki rankingu, który zostanie opublikowany przez BWF 30 kwietnia 2020.
- Zawodnicy z miejsc 1 – 16 (1-8 w deblu i mikście) kwalifikują się, lecz na jeden kraj może przypaść co najwyżej 2 zawodników/par.
- Zawodnicy z miejsc od 17 (9 w deblu i mikście) i niżej także uzyskują kwalifikacje, ale na jeden kraj może przypaść jeden zakwalifikowany zawodnik lub jedna para.
- Japonia jako gospodarz ma zapewniony udział jednego zawodnika w turniejach singlowych.
- Po trzech zawodników w turniejach singlowych zostanie zaproszonych przez Komisję Trójstronną.
- Każdy z pięciu Kontynentalnych Komitetów Olimpijskich ma gwarancję kwalifikacji przynajmniej jednego zawodnika.
- Każdy Narodowy Komitet Olimpijski może wystawić reprezentantów w co najwyżej dwóch konkurencjach. Jeśli zawodnicy z tego kraju zakwalifikują się w większej liczbie konkurencji Komitet musiał zdecydować z których miejsc rezygnuje. Przypadły one wówczas następnemu zawodnikowi lub parze bez kwalifikacji.
- By móc uzyskać kwalifikacje zawodnicy muszą wziąć udział w co najmniej 3 turniejach singlowych w okresie kwalifikacyjnym i muszą znaleźć się w rankingu z 30 kwietnia 2020.

## Zakwalifikowane reprezentacje
| Zakwalifikowane reprezentacje      | Zakwalifikowane reprezentacje | Zakwalifikowane reprezentacje | Zakwalifikowane reprezentacje | Zakwalifikowane reprezentacje | Zakwalifikowane reprezentacje |
| Państwo                            | Mężczyźni                     | Mężczyźni                     | Kobiety                       | Kobiety                       | Mikst                         |
| Państwo                            | Sigiel                        | Debel                         | Singiel                       | Debel                         | Mikst                         |
| ---------------------------------- | ----------------------------- | ----------------------------- | ----------------------------- | ----------------------------- | ----------------------------- |
| Australia                          |                               |                               | 1                             | 1                             | 1                             |
| Austria                            | 1                             |                               |                               |                               |                               |
| Azerbejdżan                        | 1                             |                               |                               |                               |                               |
| Belgia                             |                               |                               | 1                             |                               |                               |
| Brazylia                           | 1                             |                               | 1                             |                               |                               |
| Bułgaria                           |                               |                               | 1                             | 1                             |                               |
| Kanada                             | 1                             | 1                             | 1                             | 1                             | 1                             |
| Chiny                              | 2                             | 1                             | 2                             | 2                             | 2                             |
| Dania                              | 2                             | 1                             | 1                             | 1                             | 1                             |
| Egipt                              |                               |                               |                               | 1                             | 1                             |
| Estonia                            | 1                             |                               | 1                             |                               |                               |
| Finlandia                          | 1                             |                               | 1                             |                               |                               |
| Francja                            | 1                             |                               | 1                             |                               | 1                             |
| Niemcy                             | 1                             | 1                             | 1                             |                               | 1                             |
| Wielka Brytania                    | 1                             | 1                             | 1                             | 1                             | 1                             |
| Gwatemala                          | 1                             |                               |                               |                               |                               |
| Hongkong                           | 1                             |                               | 1                             |                               | 1                             |
| Węgry                              | 1                             |                               | 1                             |                               |                               |
| Indie                              | 1                             | 1                             | 1                             |                               |                               |
| Indonezja                          | 2                             | 2                             | 1                             | 1                             | 1                             |
| Irlandia                           | 1                             |                               |                               |                               |                               |
| Izrael                             | 1                             |                               | 1                             |                               |                               |
| Japonia                            | 2                             | 2                             | 2                             | 2                             | 1                             |
| Malezja                            | 1                             | 1                             | 1                             | 1                             | 1                             |
| Malediwy                           |                               |                               | 1                             |                               |                               |
| Malta                              | 1                             |                               |                               |                               |                               |
| Mauritius                          | 1                             |                               |                               |                               |                               |
| Meksyk                             | 1                             |                               | 1                             |                               |                               |
| Mjanma                             |                               |                               | 1                             |                               |                               |
| Holandia                           | 1                             | 1                             | 1                             | 1                             | 1                             |
| Nowa Zelandia                      | 1                             |                               |                               |                               |                               |
| Nigeria                            |                               | 1                             | 1                             |                               |                               |
| Pakistan                           |                               |                               | 1                             |                               |                               |
| Peru                               |                               |                               | 1                             |                               |                               |
| Olimpijska reprezentacja uchodźców | 1                             |                               |                               |                               |                               |
| ROC                                | 1                             | 1                             | 1                             |                               |                               |
| Singapur                           | 1                             |                               | 1                             |                               |                               |
| Słowacja                           |                               |                               | 1                             |                               |                               |
| Korea Południowa                   | 1                             | 1                             | 2                             | 2                             | 1                             |
| Hiszpania                          | 1                             |                               |                               |                               |                               |
| Sri Lanka                          | 1                             |                               |                               |                               |                               |
| Surinam                            | 1                             |                               |                               |                               |                               |
| Szwecja                            | 1                             |                               |                               |                               |                               |
| Szwajcaria                         |                               |                               | 1                             |                               |                               |
| Chińskie Tajpej                    | 2                             | 1                             | 1                             |                               |                               |
| Tajlandia                          | 1                             |                               | 2                             | 1                             | 1                             |
| Turcja                             | 1                             |                               | 1                             |                               |                               |
| Ukraina                            | 1                             |                               | 1                             |                               |                               |
| Stany Zjednoczone                  | 1                             |                               | 1                             |                               |                               |
| Wietnam                            | 1                             |                               | 1                             |                               |                               |
| Suma: 50 państw                    | 44                            | 16                            | 41                            | 16                            | 16                            |

## Medaliści
| Konkurencja             | Złoto                                     | Srebro                            | Brąz                                          |
| Gra pojedyncza mężczyzn | Viktor Axelsen                            | Chen Long                         | Anthony Sinisuka Ginting                      |
| Gra pojedyncza kobiet   | Chen Yufei                                | Tai Tzu-Ying                      | Pusarla Venkata Sindhu                        |
| Gra podwójna mężczyzn   | Chińskie Tajpej Lee Yang · Wang Chi-lin   | Chiny Li Junhui · Liu Yuchen      | Malezja Aaron Chia · Soh Wooi Yik             |
| Gra podwójna kobiet     | Indonezja Greysia Polii · Apriyani Rahayu | Chiny Chen Qingchen · Jia Yifan   | Korea Południowa Kim So-yeong · Kong Hee-yong |
| Gra mieszana            | Chiny Wang Yilyu · Huang Dongping         | Chiny Zheng Siwei · Huang Yaqiong | Japonia Yūta Watanabe · Arisa Higashino       |

## Tabela medalowa
| Miejsce | Państwo          | Złoto | Srebro | Brąz | Razem |
| ------- | ---------------- | ----- | ------ | ---- | ----- |
| 1       | Chiny            | 2     | 4      | 0    | 6     |
| 2       | Chińskie Tajpej  | 1     | 1      | 0    | 2     |
| 3       | Indonezja        | 1     | 0      | 1    | 2     |
| 4       | Dania            | 1     | 0      | 0    | 1     |
| 5       | Indie            | 0     | 0      | 1    | 1     |
| 5       | Japonia          | 0     | 0      | 1    | 1     |
| 5       | Korea Południowa | 0     | 0      | 1    | 1     |
| 5       | Malezja          | 0     | 0      | 1    | 1     |
| Ogółem  | Ogółem           | 5     | 5      | 5    | 15    |